# Neuchâtel Xamax FC
El Neuchâtel Xamax Football Club Serrières (en español: Xamax Fútbol Club de Serrières-Neuchâtel) es un club de fútbol suizo de la ciudad de Neuchâtel, fue fundado en 1970 y jugó en la Superliga de Suiza hasta la temporada 2011-12, en la que por problemas económicos fue relegado a la 2. Liga, la quinta categoría del fútbol suizo, sin embargo, tres años después volvió a Segunda División.
El club se fundó en 1970 de la fusión del FC Xamax (fundado en 1912) con el FC Cantonal Neuchâtel (fundado en 1906). En 1973 ascendió por primera vez a la primera división suiza. La temporada 1973/74 alcanzó la final de la Copa Suiza, siendo derrotado por 3-2 por el FC Sion.
La temporada 1980/81, tras acabar tercero, se clasificó por vez primera para la competiciones europeas, alcanzando al año siguiente los cuartos de final de la Copa de la UEFA.
En 1985 volvió a perder en la final de Copa, en esta ocasión ante el FC Aarau. La siguiente temporada, nuevamente llegó a la ronda de cuartos de final de la Copa de la UEFA, siendo además subcampeón de liga. La siguiente temporada conquistó su primera liga, título que revalidó al año siguiente. Estos son los dos únicos títulos oficiales de su palmarés, si bien en la temporada 1990 fue subcampeón de liga y copa.
En 2003 jugó su cuarta final de copa, nuevamente sin éxito, siendo derrotado por 6-0 por el FC Basel. La siguiente temporada, 2003/04, logró mantener la categoría tras superar al FC Vaduz en una disputada promoción de permanencia. Sin embargo, dos años después disputó nuevamente la promoción, siendo superado por el FC Sion, lo que supuso el primer descenso de su historia a segunda división. Un año después, recuperó la categoría.

## Historia

### Orígenes
Durante la década de 1910, un equipo de jóvenes entusiastas organizan partidos en el patio Collège Latin y luego en el terreno de Alameda a las afueras de Neuchâtel.
La historia se remonta a 1912, impulsados por Max Abegglen se intentó formar la primera estructura, pero hubo algunos opositores. El martes 17 de mayo de 1916 tuvo lugar la primera reunión allí nació en XAMAX FC, el creador del nombre fue el mismo Max Abblegen que utilizó una contracción de su nombre formando Xamax (Max al derecho y al revés). Max Abblegen era el mejor jugador del equipo y la insignia de la institución.
Un mes más tarde, el 16 de junio de 1916 el FC Xamax juega su primer partido goleando al FC Columbia de Colombier en su terreno. Irónicamente, 9 días más tarde, otro club de Neuchâtel, el FC Cantonal se convierte por primer y única vez en campeón de Suiza, ganando en el estadio de La-Chaux-de-Fonds frente al Old Boys Bâle por 5 tantos contra 1.
En la década de 1920 el club por fin tiene su propio terreno, en Marin-Espagner. Su creador Max Abbeglen fue a jugar a Laussane Sports y luego integró la selección nacional de Suiza. La situación material del equipo era muy precaria y la falta de terreno para establecer un campo de juego, a pesar de haberse fusionado con el FC Colombier para beneficiarse, esto no resultó de inmediato y el club tuvo que dejar de competir. Sin embargo los equipos de 1927 consiguen algunos éxitos ascendiendo a la segunda liga en 1934. Los éxitos continuaron hasta pasado el inicio de la Segunda Guerra Mundial, aunque esta no afectó el suelo suizo, sí lo hizo en la economía y el club por falta de terreno tuvo que cesar sus operaciones.

### Posguerra, «Galette» Fachinetti y fusión
En 1953 Roger Fachinetti, exjugador del club, apodado Galette (Galleta) prosiguió al club como entrenador con ideas claras y serias ambiciones. Lo que resultó un éxito, ya que en el inicio de las temporadas 1953-54 el equipo es promovido directamente a la tercera división. En la temporada 54-55 asciende a la segunda división logrando el equipo el récord de anotar 139 goles y solamente recibir 9.
En el final de la temporada 59-60 el FC Xamax es promovido a la primera división suiza, a continuación, seis años más tarde el 26 de junio de 1966 por fin llegó a la Liga B tras vencer en Zug por 5-0 al Zug Serrières.
Pero sigue habiendo problemas, en particular sobre el terreno de juego. El FC Cantonal convertido en Neuchâtel-Sports presiona para lograr una fusión de los dos clubes debido a sus problemas de índole financiero. Finalmente el 16 de junio de 1970, tras largas negociaciones los dos clubes decidieron seguir la voz más racional y lograr así la fusión de las dos entidades: Así nace Neuchâtel Xamax.
Gabriel Monachon fue elegido como mediador neutral en las negociaciones, finalmente fue elegido primer presidente de la nueva institución. Además Gilbert Fachinetti «Le Fachi», hijo de Roger, es ahora elegido director deportivo de la institución.

### Liga Suiza y debut en Europa
Durante los años 1970, el progreso fue continuo, y después de la temporada 1972-73 el club llegó a la Liga Nacional A (primera división). Xamax terminó su primera temporada en la máxima categoría en el 7 º lugar y llegó a la final de copa que perdió ante el clásico rival FC Sion.
Al finalizar la década el equipo alterna posiciones en el medio de la tabla y a veces arriesgando en la parte inferior. Estos fueron algunos de los nombres y hombres que ayudaron a crecer al Xamax. Gilbert Gress fue un jugador-entrenador notable. En la temporada 1978-79 Michel Decastel, Hans-Peter-Zaugg y destruir la década y el equipo se encuentra entre el centro y la parte inferior.
Allí nacieron nuevos ídolos para la institución, el magnífico Gilbert Gress, Jugador-Entrenador en las temporadas 75-77. En las temporadas 78-79 jugaron con la camiseta del Xamax nada más y nada menos que Michel Decastel, Hans-Peter-Zaugg, Cristian Gross y Christian Constantini, todos ellos liderados por el gran Vogel Erich.
En los años 1980, Gilbert Gress llevó al equipo a su mejor actuación, logrando la tercera colocación en el campeonato 1980-81, liga que terminó ganando un grande de Suiza, el FC Zürich. Por primera vez el equipo se clasificaba a la histórica Copa UEFA. En esta competencia nadie se esperaba que eliminara rivales de la talla del AC Sparta Praga, Sporting de Portugal y Malmö FF para luego perder en una dignísima actuación frente al Hamburger SV en los cuartos de final.
En la temporada 84-85 nuevamente termina en la tercera posición de la tabla, liga que ganaría finalmente el Grasshopper FC. Nuevamente se clasificó a Copa de la UEFA, quedando eliminado en primera ronda contra el Olympiacos griego. Logró llegar a la final de la Copa Suiza, final que disputó frente al FC Aarau y perdió.
En la temporada 1985-86 Uli Stielike viene directamente desde el Real Madrid y refuerza el ya fuerte contingente compuesto por Engel, Hermann, Don Givens, Mottiez, Ryf y Lüthi. El equipo nuevamente llega a cuartos de final de la Copa de la UEFA, perdiendo, precisamente, contra el Real Madrid. El resultado fue 2-0 ante un estadio colmado de 25.000 personas. Recordemos que en ese momento la Villa de Neuchâtel contaba con 30.000 habitantes. En cuanto al título local, esta vez se escapa por solo 2 puntos, campeonato que gana el Servette FC.

### Consagración y euforia

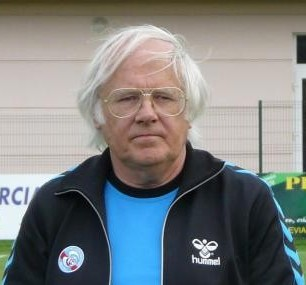
Gilbert Gress logró dos títulos de liga con el club en los años 1980.

Neuchâtel Xamax se convirtió en Campeón de la temporada 1986-87, luego de una seguidilla triunfal que lo coronó campeón llevándole 5 puntos de ventaja a sus perseguidores. Más de 20.000 espectadores asistieron a la victoria final contra el Aarau. El equipo no cambia la moral y gana la siguiente temporada, la 1987-88 en una cerrada lucha que mantuvo el suspenso hasta la última ronda, donde consiguió una magnífica victoria en la Maladière. En la UEFA Champions League también hubo idilio al ganar al Bayern Múnich en condición de local por 2-1 en casa y conseguir un 0-0 en el Olympiastadion.
A continuación hubo temporadas medias tintas. La salida de Gilbert Gress y la llegada de Roy Hodgson no dejaron resultados auspiciosos ni precisos en liga. Por encima de todo, se encuentra la victoria frente al Celtic de Glasgow, que fue vapuleado por 5-1 con cuatro goles de Hossam Hassan, el "Papin" africano.
En los octavos de final de la Liga de Campeones de la UEFA se encontró con el mítico Real Madrid, en la Maladière fue victoria local 1-0 y en el Estadio Santiago Bernabéu el Real Madrid ganó 4-0 ese partido. En 1994 Gilbert Gress vuelve a casa,logra buenos resultados en liga y clasifica nuevamente a Liga de Campeones. Allí elimina al Estrella Roja de Belgrado y al Dinamo de Kiev. A continuación en 1997 concedió su primera derrota como local, fue 0-2 en el partido contra el Inter de Milán, con sendos goles de Ronaldo, así el Xamax perdió un invicto de 28 rondas sin perder. Esa misma temporada Gilbert Gress deja el cargo y la liga resulta dolorosa.

### Años 1990, descenso y regreso a Primera
Alan Geiger, antiguo héroe del club tomó las riendas en 1998 y forzado por las finanzas cada vez más escasas, trabajó en un largo proceso de formación de jugadores jóvenes. Los resultados fueron exitosos durante dos temporadas, sin embargo las próximas temporadas lo encontraron peleando por no descender. Las constantes preocupaciones económicas repercuten en la mente de los empleados del club y los propios jugadores, opinión pública y medios informativos. Las incertidumbres sobre el futuro del club están cada vez más presentes. Los rumores de ventas a capitales extranjeros resuenan, van y vienen. Mantener el rumbo del club se vuelve un sacerdocio.
En 2002 Alan Geiger pasa a trabajar con los juveniles y deja el cargo a Claude Ryf, también exjugador. Continua la política de formar jugadores jóvenes y los resultados fueron positivos. Nuevamente el Xamax terminó 3 en Liga con 22 puntos. En ese torneo se sufre la derrota más dolorosa, un 6-0 frente al FC Basilea en el estadio St. Jakob Park.
La temporada 2003-2004 fue una cruz y el comienzo de muchos cambios y crisis. Una salida airosa en Copa de la UEFA contra el AJ Auxerre precedida de una serie de malos resultados. La buena nueva es que la Villa de Neuchâtel, que tiene los derechos sobre el estadio firmó un contrato con un contratista general para llevar a cabo los trabajos de remodelación del estadio. En 2004 el equipo disputó sus partidos en La Chaux-de-Fonds, ya que la Madelière iba a estar inactivo hasta 2007. Una buena nueva para las finanzas, Alain Pedretti, frente a la renuencia del público y dirigentes consigue ser accionista del club, los resultados son pésimos y el Xamax salva su pellejo en una disputada promoción frente a FC Vaduz, ganando 2-0 en la ida, y 1-2 en la vuelta.
La tensión estaba en su apogeo, Silvio Bernasconi y Michel Favre empresarios locales se anuncia como un nuevo grupo de accionistas para reanudar las riendas del club. Después de las negociaciones se puso de manifiesto que esta era la mejor opción en los intereses del club. El 27 de junio de 2005 Silvio Bernasconi, empresario de la construcción es elegido Presidente.
A principio de 2005 René LoBello tira la toalla y Alan Geiger toma las riendas para colocar al Xamax en un 6º lugar y ganar la Copa de Verano de la UEFA, actual Intertoto.
Miroslav Blazevic suplantó a Alain Geiger. El entrenador croata llegaba con grandes lauros al levantar un tercer puesto con su selección en la Mundial de Francia 1998. Por desgracia no pudo igualar su buena actuación y el objetivo de mantener al Xamax en la élite del fútbol no se cumplió. El dolor de una serie durísima frente al FC Sion llegó a su punto álgido, luego de empatar en la ida 0-0, sucumbió 3-0 a la vuelta y así se cortó la racha de 33 años en la élite del fútbol suizo. A Blazevic no se le renovó el contrato y en su lugar apareció Gérard Castella con un único objetivo, lograr el ascenso. El mismo se produjo una temporada después. Néstor Clausen, exjugador y entrenador de Independiente y FC Sion se hizo cargo del equipo consiguiendo buenos resultados en la Axpo Super League, lo suceden Jean Michel Aeby, Alain Geiger, Pierre Andre Schürmann, nuevamente Jean Michel Aeby y en septiembre de 2010 se designa a Didier Ollé-Nicolle, exentrenador del OGC Niza, como nuevo entrenador. Este último es sustituido por Bernard Challendes hasta final de temporada.
El 14 de mayo de 2011 se informó que el empresario checheno Bulat Chagaev adquirió el club al adquirir las acciones del anterior presidente del equipo, Silvio Bernasconi. La primera decisión de la nueva directiva encabezada por el exfutbolista ruso Andrei Rudakov, presidente del consejo de administración del Neuchâtel Xamax, fue destituir al entrenador Didier Ollé-Nicole y reemplazarlo por Bernard Challandes. Después de evitar el descenso al término de la temporada 2010-2011 y perder la final de la Copa suiza, el Xamax designó como nuevo entrenador al brasileño Sonny Anderson. A mediados de la temporada 2011-12, el equipo fue expulsado de la liga suiza por irregularidades económicas en la gestión de su presidente, el empresario ruso Andrei Rudakov.

## Estadio

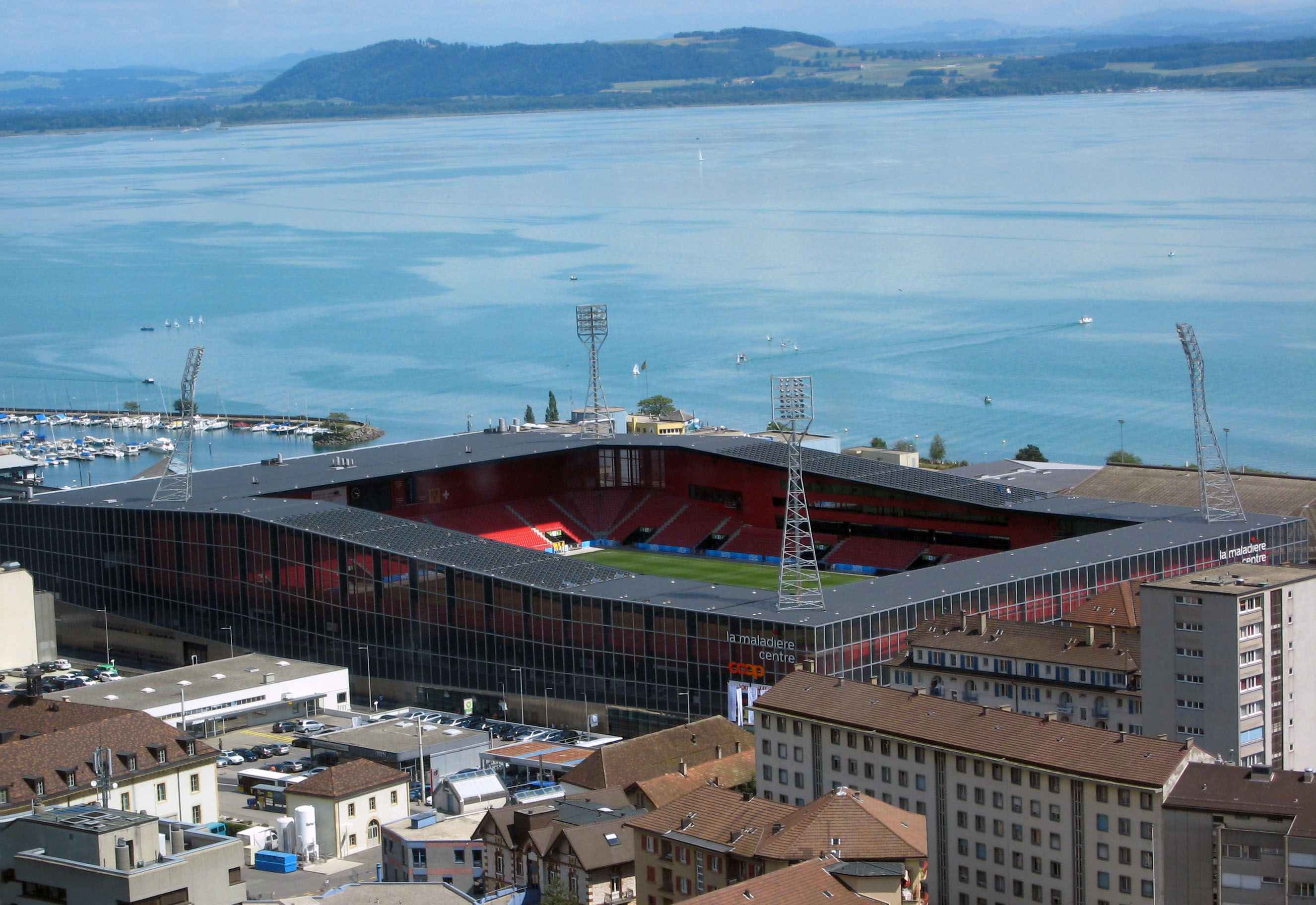
El Stade de la Maladière.

El Stade de la Maladière fue construido en 1924. Ubicado en la calle Quai Robert-Comtesse número 3, a solamente una cuadra de la ribera del lago Neuchâtel y a unas muy pocas del centro, está emplazado en una situación ideal dentro de la ciudad. En este estadio se vio el mítico partido Neuchâtel Xamax-Real Madrid que contó con la asistencia de 25.000 hinchas. Fue remodelado en el 2004 y reabierto en el 2008. Fue construido por los arquitectos Laurent Geninasca & Bernard Delefortrie. Costó alrededor de 200 millones de francos suizos. El terreno de juego es de césped sintético segunda generación y mide 105x68 m. Cuenta con una capacidad para 12.000 espectadores.

## Instalaciones deportivas
Además de su Estadio. El Neuchâtel Xamax tiene diversos campos de entrenamiento. El primer equipo entrena y concentra en dos lugares. Puede hacerlo en las instalaciones de Pierre-à-Bot, que cuenta con 3 campos de juego, uno de césped natural y dos de césped sintético. O en las instalaciones de Le Chanet, que cuenta con 2 campos de césped natural y uno sintético.
En algunas oportunidades también entrena en el estadio de atletismo Llitoral, este se encuentra en Colombiers, localidad cercana a la ciudad y frente a la ribera del Lago Neuchâtel.

## Jugadores

### Jugadores notables
| - Yohan Kely Viola - Andre Abbeglen - Petar Aleksandrov - Claude Andrey - Timothée Atouba - Jean-François Bédénik - Rainer Bieli - Thierry Bonalair - Christophe Bonvin - Hoang Doc Bui - Henri Camara - Frédéric Chassot - Tariq Chihab - Claudio Borghi - Massimo Colomba - Matar Coly - Bertrand de Coulon - Christian Constantin - Joël Corminbœuf - Jean-Pierre Cyprien - Ivan Dal Santo - Michel Decastel - Javier Delgado - Lajos Détári - Papa Bouba Diop - Daniel "Don" Givens - Andy Egli - Karl Engel - Rudolf Elsener - Lucien Favre - Alain Geiger - Adriano Gerlin Da Silva | - Gilbert Gress - Christian Gross - Jean-Claude Gruaz - René Hasler - Stéphane Henchoz - Heinz Hermann - Trifon Ivanov - Christophe Jaquet - Steven Lang - Marek Leśniak - Massimo Lombardo - Robert Lüthi - Kader Mangane - Moreno Merenda - Mobulu M'Futi - Viorel Moldovan - Martin Müller - Pierre Njanka - Joseph Ndo - Raphaël Nuzzolo - Marco Pascolo - Xavier Margairaz - Philippe Perret - Blaise Piffaretti - Alexandre Quennoz - Yvan Quentin - Alexandre Rey - Martin Rueda - Liazid Sandjak - David Sène | - Tarik Sektioui - Augustine Simo - Admir Smajic - Ulrich Stielike - Hussein Sulimani - Beat Sutter - Johnny Szlykowicz - Ryszard Tarasiewicz - Pierre Thévenaz - Serge Trinchero - René Van der Gijp - Steve Von Bergen - Pascal Zuberbühler - Maurizio Jacobacci - Hossam Hassan - Ibrahim Hassan - Keirrison - David Navarro - Kalu Uche - Javier Arizmendi - Víctor Sánchez - Federico Almerares - Dante Senger |

## Entrenadores
| - Giovanni Ferrari (1946–48) - Fernand Jaccard (1948–52) - Josef Humpál (1961–65) - Milorad Milutinović (1968–69) - Josef Humpál (1969–70) - Paul Garbani (1970-72) - Josef Artimovits (Jan 1972–72) - Lev Mantula (1972-75) - Branko Rezuar (Jan 1975–75) - Gilbert Gress (1975–77) - Antonio Merlo (1977–78) - Erich Vogel (1978–79) - Lev Mantula (1979–80) - Jean-Marc Guillou (1980–81) - Gilbert Gress (1981–90) - Roy Hodgson (1990–92) - Uli Stielike (1992–93) - Uli Stielike y Don Givens (1993–94) - Gilbert Gress (1994–97) - Alain Geiger (1998–02) | - Claude Ryf (2002–04) - René Lobello y Christophe Moulin (2004) - René Lobello y Gianni Della Casa (2004–05) - Alain Geiger (2005) - Miroslav Blažević (2005–06) - Gérard Castella (June 2006–08) - Néstor Clausen (2008-09) - Jean-Michel Aeby (2009) - Alain Geiger (2009) - Pierre-André Schürmann (2009–10) - Jean-Michel Aeby (2010) - Didier Ollé-Nicolle (2010–11) - Bernard Challandes (2011) - Sonny Anderson (2011) - François Ciccolini (2011) - Joaquín Caparrós (2011) - Víctor Muñoz (Sept 2011-12) - Roberto Cattilaz (2012-) |

## Participación internacional

### Por competición
| Torneo                       | Temp. | PJ | PG | PE | PP | GF | GC | DG  | Puntos |
| ---------------------------- | ----- | -- | -- | -- | -- | -- | -- | --- | ------ |
| Liga de Campeones de la UEFA | 2     | 8  | 4  | 0  | 4  | 14 | 13 | +1  | 12     |
| Liga Europa de la UEFA       | 10    | 50 | 21 | 14 | 15 | 73 | 52 | +21 | 77     |
| Recopa de Europa de la UEFA  | 1     | 2  | 0  | 2  | 0  | 2  | 2  | 0   | 2      |
| Total                        | 13    | 60 | 25 | 16 | 19 | 89 | 68 | +21 | 91     |

| Temporada | Competición      | Ronda                    | Rival                  | Local | Visitante | Global       |
| --------- | ---------------- | ------------------------ | ---------------------- | ----- | --------- | ------------ |
| 1981–82   | Copa de la UEFA  | Treintaidosavos de final | TJ Sparta ČKD Praga    | 4–0   | 2–3       | 6–3          |
| 1981–82   | Copa de la UEFA  | Dieciseisavos de final   | Malmö                  | 1–0   | 1–0       | 2–0          |
| 1981–82   | Copa de la UEFA  | Octavos de final         | Sporting de Lisboa     | 1–0   | 0–0       | 1–0          |
| 1981–82   | Copa de la UEFA  | Cuartos de final         | Hamburgo               | 0–0   | 2–3       | 2–3          |
| 1984–85   | Copa de la UEFA  | Treintaidosavos de final | Olympiacos             | 2–2   | 0–1       | 2–3          |
| 1985–86   | Copa de la UEFA  | Treintaidosavos de final | Sportul Studențesc     | 3–0   | 4–4       | 7–4          |
| 1985–86   | Copa de la UEFA  | Dieciseisavos de final   | Lokomotiv Sofia        | 0–0   | 1–1       | (v.) 1–1     |
| 1985–86   | Copa de la UEFA  | Octavos de final         | Dundee United          | 3–1   | 1–2       | 4–3          |
| 1985–86   | Copa de la UEFA  | Cuartos de final         | Real Madrid            | 2–0   | 0–3       | 2–3          |
| 1986–87   | Copa de la UEFA  | Treintaidosavos de final | Lyngby                 | 2–0   | 3–1       | 5–1          |
| 1986–87   | Copa de la UEFA  | Dieciseisavos de final   | Groningen              | 1–1   | 0–0       | 1–1 (v.)     |
| 1987–88   | Copa de Europa   | Dieciseisavos de final   | Kuusysi                | 5–0   | 1–2       | 6–2          |
| 1987–88   | Copa de Europa   | Octavos de final         | Bayern Múnich          | 2–1   | 0–2       | 2–3          |
| 1988–89   | Copa de Europa   | Dieciseisavos de final   | Larissa                | 2–1   | 1–2       | 3–3 (3-0 p.) |
| 1988–89   | Copa de Europa   | Octavos de final         | Galatasaray            | 3–0   | 0–5       | 3–5          |
| 1990–91   | Recopa de Europa | Dieciseisavos de final   | Estrela de Amadora     | 1–1   | 1–1       | 2–2 (3-4 p.) |
| 1991–92   | Copa de la UEFA  | Treintaidosavos de final | Floriana               | 2–0   | 0–0       | 2–0          |
| 1991–92   | Copa de la UEFA  | Dieciseisavos de final   | Celtic                 | 5–1   | 0–1       | 5–2          |
| 1991–92   | Copa de la UEFA  | Octavos de final         | Real Madrid            | 1–0   | 0–4       | 1–4          |
| 1992–93   | Copa de la UEFA  | Treintaidosavos de final | Frem                   | 2–2   | 1–4       | 3–6          |
| 1995–96   | Copa de la UEFA  | Ronda Previa             | Estrella Roja          | 0–0   | 1–0       | 1–0          |
| 1995–96   | Copa de la UEFA  | Treintaidosavos de final | Roma                   | 1–1   | 0–4       | 1–4          |
| 1996–97   | Copa de la UEFA  | Segunda Ronda            | Anorthosis Famagusta   | 4–0   | 2–1       | 6–1          |
| 1996–97   | Copa de la UEFA  | Treintaidosavos de final | Dinamo de Kiev         | 2–1   | 0–0       | 2–1          |
| 1996–97   | Copa de la UEFA  | Dieciseisavos de final   | Helsingborg            | 1–1   | 0–2       | 1–3          |
| 1997–98   | Copa de la UEFA  | Primera Ronda            | Tiligul-Tiras Tiraspol | 7–0   | 3–1       | 10–1         |
| 1997–98   | Copa de la UEFA  | Segunda Ronda            | Viking                 | 3–0   | 1–2       | 4–2          |
| 1997–98   | Copa de la UEFA  | Treintaidosavos de final | Internazionale         | 0–2   | 0–2       | 0–4          |
| 2003–04   | Copa de la UEFA  | Ronda Previa             | Valletta               | 2–0   | 2–0       | 4–0          |
| 2003–04   | Copa de la UEFA  | Primera Ronda            | Auxerre                | 0–1   | 0–1       | 0–2          |

## Palmarés

### Profesional

#### Torneos nacionales
- Super Liga Suiza (3): 1916, 1987, 1988
- Challenge League (3): 1973, 2007, 2018
- 1. Liga Promotion (1): 2015
- 1. Liga Classic: (1): 2014
- 2. Liga Interregional (1): 2013
- Supercopa de Suiza (3): 1987, 1988, 1990

#### Torneos internacionales
- Copa Intertoto de la UEFA (2): 1990, 1991

### Reservas

#### Torneos nacionales
- Super Liga Suiza de reservas (5): 1972, 1973, 1982, 1986, 1992[3]
- Copa Suiza de reservas: 1994[3]

### Juveniles

#### Torneos nacionales
- Campeonato A/Inter A1: 1992[4]
- Campeonato B/Inter B1: 1985, 1990[4]
- Campeonato C/Inter C1: 1972, 1973[4]
- Campeonato D/Inter D1: 1971, 1978[4]
- Campeonato E/Inter E1: 1983, 1989[4]
- Copa Suiza C: 1975[4]
- Copa Suiza D: 1985[4]
- Copa Suiza E: 1983[4]